# Lustrochernes viniai
Espèce
Lustrochernes viniai est une espèce de pseudoscorpions de la famille des Chernetidae.

## Distribution
Cette espèce se rencontre à Cuba et aux États-Unis en Floride,.

## Publication originale
- Dumitresco & Orghidan, 1977 : Pseudoscorpions de Cuba. Résultats des Expéditions Biospéologiques Cubano-Roumaines à Cuba, Institut de Speologie Emil Racovitza, vol. 2, p. 99-124.